# La difícil
La difícil è un singolo del rapper portoricano Bad Bunny, pubblicato il 29 febbraio 2020 come terzo estratto dal secondo album in studio YHLQMDLG.

## Video musicale
Il video musicale, diretto dai Cliqua e Stillz, è stato pubblicato il 29 febbraio 2020, in concomitanza con l'uscita del brano.

## Tracce
Testi e musiche di Benito Antonio Martínez.
1. La difícil – 2:43

## Classifiche

### Classifiche settimanali
| Classifica (2020-22)  | Posizione massima |
| --------------------- | ----------------- |
| Argentina             | 49                |
| Colombia              | 4                 |
| Costa Rica            | 19                |
| Grecia                | 70                |
| Italia                | 79                |
| Lituania              | 74                |
| Messico               | 2                 |
| Paraguay              | 82                |
| Perù                  | 103               |
| Repubblica Dominicana | 10                |
| Spagna                | 2                 |
| Stati Uniti           | 33                |
| Svizzera              | 69                |

### Classifiche di fine anno
| Classifica (2020) | Posizione |
| ----------------- | --------- |
| Cile              | 10        |
| Spagna            | 41        |
| Classifica (2022) | Posizione |
| Paraguay          | 175       |